# Maximilian Macher
Maximilian Macher (* 8. Februar 1882 in Gutenstein, Österreich-Ungarn; † 9. März 1930) war ein österreich-ungarischer, später österreichischer Kraftballonführer (Ballonfahrer), der unter anderem der k.u.k. Luftschifferabteilung angehörte.

## Leben
Maximilian Macher wurde am 8. Februar 1882 in der nordslowenischen Ortschaft Gutenstein, die damals zum Kronland Kärnten und dementsprechend zu Österreich-Ungarn gehörte, geboren. Nachdem er 1902 als Einjährig-Freiwilliger beim Regiment 4 der Festungsartillerie (Steirisch-Krainerisches Festungsartillerie Regiment „Graf Colloredo-Mels“ Nr. 4) im Einsatz war, wurde er 1903 als Berufsoffizier aktiviert. In weiterer Folge wurde er 1910 zum Leutnant befördert und zur k.u.k. Luftschifferabteilung, die erst im Jahr zuvor neuorganisiert worden war, kommandiert. Um das Jahr 1912 agierte er dabei als Freiballonfahrer und später als Lenkballonfahrer, ehe er 1915 zur k.u.k. Luftschifferabteilung am Standort Nordholz bei Cuxhaven beordert wurde. Nach seiner Beförderung zum Hauptmann im Jahre 1916, wurde er 1917 krankheitshalber dem Stab des Generalinspektor der österreichischen Luftstreitkräfte in Wien zugeteilt. Im Laufe seiner Karriere nahm Macher, dessen besondere Ausbildung im Kraftballon erfolgte, an vielen Zeppelin-Fahrten im In- wie auch im Feindesland teil. Unter anderem flog er am 18. März 1914 von Fischamend über Deutschland und das Baltische Meer, davon acht Stunden über der Ostsee, mit dem Freiballon „Erzherzog Joseph Ferdinand“ im Alleinflug bis nach Trelleborg in Schweden. Dabei stellte er mit einer berechneten Luftlinie von 840 Kilometer bei einer Flugdauer von 31 Stunden und 12 Minuten einen österreichischen Rekord im Freiballonfahren auf. Am 9. März 1930 verstarb Macher im Alter von 48 Jahren.